# Rhabdophis murudensis
Rhabdophis murudensis är en ormart som beskrevs av Smith 1925. Rhabdophis murudensis ingår i släktet Rhabdophis och familjen snokar. Inga underarter finns listade i Catalogue of Life.
Denna orm förekommer på norra Borneo. Arten lever i bergstrakter mellan 900 och 2500 meter över havet. Individerna vistas i skogar och de har groddjur som föda. Bettet är giftigt. Honor lägger ägg. Artepitet syftar på berget Mount Murud där de första exemplaren hittades.
Beståndet hotas lokalt av skogsröjningar. Hela populationen anses vara stor. IUCN kategoriserar arten globalt som livskraftig.